# 칠복신

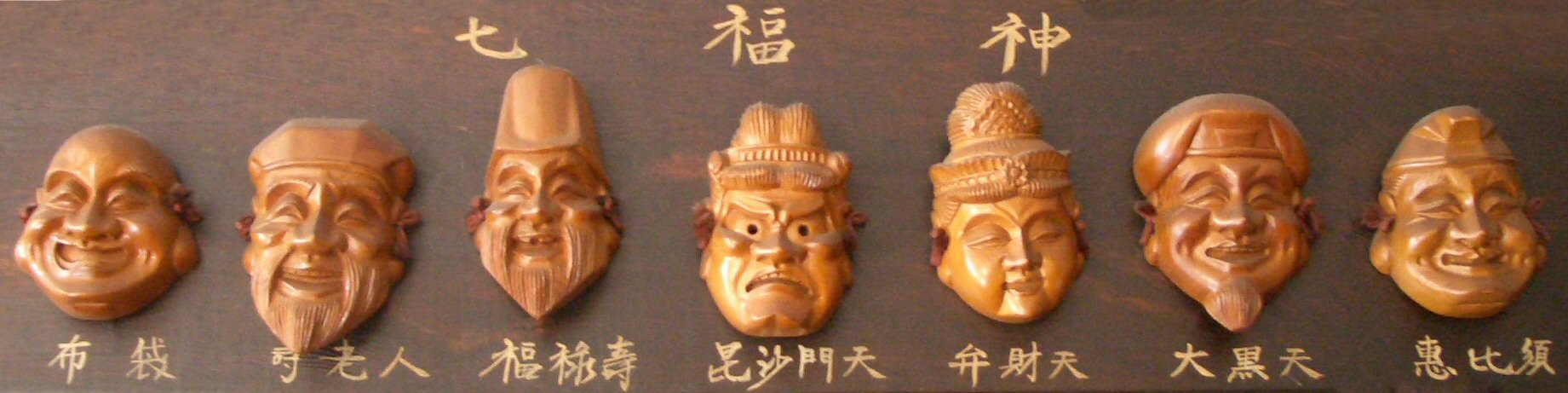
왼쪽에서 오른쪽으로 호테이, 주로진, 후쿠로쿠주, 비샤몬텐, 벤자이텐, 다이코쿠텐, 에비스

일본 신화에서 칠복신(일본어: 七福神, しちふくじん 시치후쿠진[*])은 행운을 가져다주는 것으로 여겨지며, 네쓰케와 예술 작품에서 자주 표현된다. 칠복신 중 한 명인 주로진은 실존 인물을 바탕으로 했다고 전해진다.
1. 에비스(恵比寿, 혜비수)
2. 다이코쿠텐(大黒天, 대흑천)
3. 비샤몬텐(毘沙門天, 비사문천)
4. 벤자이텐(弁財天, 변재천)
5. 후쿠로쿠주(福禄寿, 복록수)
6. 호테이(布袋, 포대)
7. 주로진(寿老人, 수로인)

이들은 모두 처음에는 서로 관계 없는 비인격적인 신이었으나, 점차 특정 직업과 일본 예술 분야의 수호신이 되었다. 역사가 흐르면서 신들 간의 상호 영향으로 인해 어떤 신이 특정 직업의 수호신인지에 대한 혼란이 생겼다. 이 신들을 모시게 된 것은 일본에서 7이라는 숫자가 행운을 상징하는 것으로 여겨지는 것과도 관련이 있다.

## 기원과 역사
칠복신은 대부분 일본에서 널리 믿어진 종교의 고대 행운신에서 유래했다고 알려져 있다. 인도에서 시작되어 중국을 거쳐 일본에 전해진 대승불교에서 비롯된 신들(벤자이텐, 비샤몬텐, 다이코쿠텐)과 중국 도교에서 비롯된 신들(후쿠로쿠주, 호테이, 주로진)이 있으며, 에비스만이 일본 고유의 신이다. 이 신들은 각자가 천 년이 넘는 세월 동안 신으로 인정받아왔으며, 오산선승들의 왕래로 인도와 중국의 신이 유입되어 민간신앙으로 흡수되었다.
칠복이라는 말은 《인왕호국반야바라밀경》의 칠난칠복에서 유래했다고 하며, 여기에 중국의 성수신앙과 죽림칠현 등의 영향으로 칠복신이 만들어지게 된다. 본격적으로 칠복신이 신앙된 것은 15세기경 무로마치 시대이다. 초기에는 교토, 에도 등의 도시, 특히 상업이 발달한 오사카에서 상인들이 처음 에비스를 모시고 이후에 다이코쿠텐이 합세하였는데, 이들이 상업과 무역의 신이었기 때문이다. 이후 일본 사회의 다른 계층들도 자신들의 직업과 관련된 신들을 찾기 시작했다. 벤자이텐은 예술의 수호신이 되었고, 후쿠로쿠주는 과학의 수호신이 되었다. 칠복신이 만들어지기 시작하는 시기는 무로마치 시대부터이지만, 명수가 늘어나기 시작한 것은 무로마치 말기부터로, 에도 초기에 오복신, 중기에 이르러서야 칠복신이 된다고 하며, 또는 무로마치 시대에 이미 칠복신 명수가 정해졌다고 보기도 한다.
고대에는 이 신들을 각각 따로 모셨으나, 오늘날에는 신에게 특별한 청탁이 필요한 경우를 제외하고는 그러한 경우가 드물다. 칠복신이 하나의 집단으로 언급되기 시작한 것은 1420년 후시미에서였는데, 전근대 일본의 봉건 영주인 다이묘들의 행렬을 모방하기 위해서였다. 불교 승려 덴카이가 모시던 쇼군인 도쿠가와 이에미쓰의 명을 받아, 장수, 행운, 인기, 진실성, 자비, 위엄, 관대함이라는 완벽한 덕목을 지닌 이들을 찾은 후 이 신들을 선택했다고 전해진다. 얼마 지나지 않아 당대 유명한 화가인 가노 야스노부가 이 신들의 모습을 최초로 그리도록 명을 받았다.

## 설명

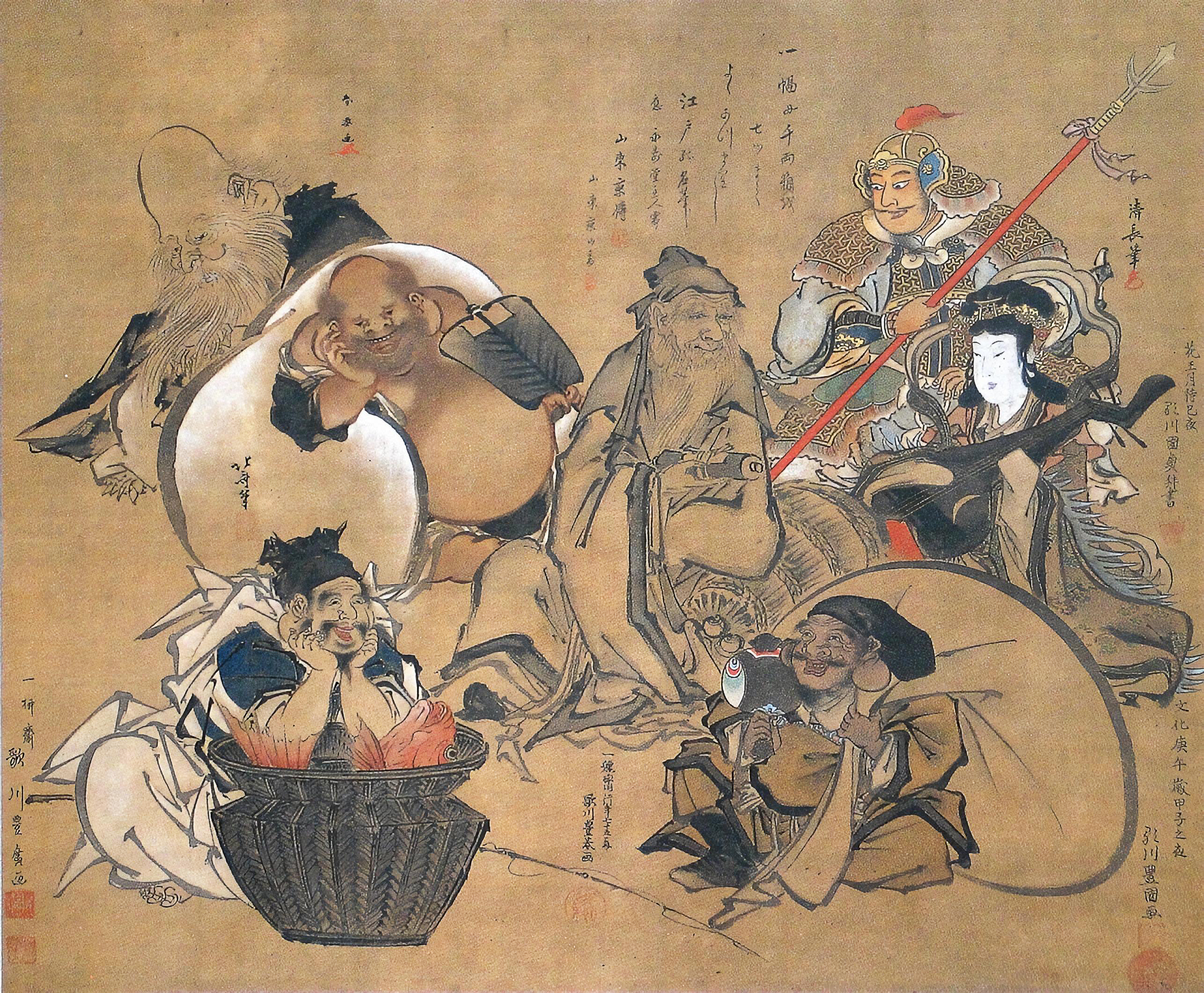
호쿠사이 등이 그린 칠복신

### 에비스
이자나미와 이자나기 신의 시대부터, 에비스(恵比寿)는 순수하게 일본에서 기원한 유일한 신이다. 에비스는 사업상의 번영과 부, 농작물과 곡물, 전반적인 식량의 풍요와 풍작을 관장하는 신이다. 어부들의 수호신이기에 전형적인 모자와 같은 어부의 차림새를 하고 있으며, 오른손에는 낚싯대를, 잔치나 연회와 같은 풍성한 식사를 상징하는 잉어, 대구, 민어나 농어 등 크기가 큰 물고기를 들고 있는 모습으로 표현된다. 오늘날에는 대량의 생선을 제공하는 음식점이나 가정의 부엌에서 그의 모습을 흔히 볼 수 있다.

### 다이코쿠텐
다이코쿠텐(大黒天)은 상업과 번영의 신으로, 때로는 요리사, 농부, 은행가의 수호신이자 농작물의 보호신으로 여겨진다. 또한 귀신 사냥꾼으로도 알려져 있는데, 전설에 따르면 다이코쿠텐이 정원의 나뭇가지에 성스러운 부적을 걸어 함정을 만들어 귀신을 잡았다고 한다. 이 신은 미소 짓는 얼굴, 짧은 다리, 머리에 쓴 모자가 특징이며, 주로 귀중품이 가득 담긴 자루를 들고 있는 모습으로 묘사된다. 다이코쿠텐의 대중적인 이미지는 불교의 죽음의 신인 마하칼라와 신토의 신인 오오쿠니누시가 융합된 것에서 비롯되었다. 일본어 '다이코쿠'(大黒)는 '위대한 어둠'을 의미하는 산스크리트어 '마하칼라'를 직역한 것이다. 1690년의 《불상도휘》(1796년에 증보 재간행됨)에 따르면, 다이코쿠는 '다이코쿠녀'(大黒女, '위대한 어둠의 여신') 또는 '다이코쿠텐녀'(大黒天女, '하늘의 위대한 어둠의 여신')라는 여신의 모습으로도 나타날 수 있다.

### 비샤몬텐
비샤몬텐(毘沙門天)은 힌두교에서 그 기원을 찾을 수 있으나, 일본 문화에 수용되었다. 힌두교의 신 쿠베라에서 유래했으며, '바이스라바나', 한국에서는 '다문천왕', '비사문천'이라는 이름으로도 알려져 있다.
전쟁과 전투에서의 행운의 신이며, 권위와 위엄과도 관련이 있다. 규칙을 따르고 올바르게 행동하는 이들의 보호신이다. 전사들의 수호신으로서 갑옷과 투구를 착용한 모습으로 표현되며, 종종 탑을 들고 있는 모습으로 묘사된다. 또한 성지와 중요한 장소의 수호신 역할을 하며, 악령과 싸우기 위해 창을 든다. 그림에서는 주로 불의 고리와 함께 묘사된다.

### 벤자이텐
벤자이텐(弁才天 또는 弁財天)은 힌두교의 여신 사라스바티에서 유래했다. 현대 칠복신 중 유일한 여신으로, 벤자이텐(弁才天), 벤텐(弁天), 벤텐사마(弁天様), 벤자이텐녀(弁才天女) 등 여러 이름으로 불린다. 불교에 수용되면서 재물복, 재능, 미, 음악 등의 속성을 부여받았다. 종종 도리이와 함께 등장한다. 앞서 언급한 모든 속성을 지닌 지혜롭고 아름다운 여인의 모습으로 표현된다. 일본의 전통 현악기인 비와를 들고 있으며, 보통 흰 뱀을 동반한다. 예술가, 작가, 무용수, 게이샤 등의 수호신이다.

### 주로진
일본 불교 신화에서 주로진(寿老人)은 남극성(南極星)의 화신으로 여겨지며, 노인과 장수의 신이다. 전설 속의 주로진은 고대에 실존했던 인물을 바탕으로 했다고 전해진다. 키는 약 1.82미터였으며 매우 긴 머리를 가졌다고 한다. 특징적인 두개골 외에도, 긴 흰 수염을 기르고 사슴을 타고 있는 모습으로 표현되며, 종종 1500살 된 학과 거북이가 함께하는데 이는 장수와의 친연성을 상징한다. 또한 주로 복숭아나무 아래에 있는 모습으로 묘사되는데, 중국 도교에서 복숭아가 수명을 연장할 수 있다고 여겨지기 때문이다. 손에는 지팡이와 책 또는 두루마리를 들고 있으며, 그 안에는 세상의 지혜가 기록되어 있다. 주로진은 쌀과 술을 즐기는 매우 쾌활한 신이다.

### 호테이
호테이(布袋)는 행운의 신이자 아이들의 수호신이며, 점술가와 술집 주인의 수호신이고 인기의 신이기도 하다. 뚱뚱하고 웃는 얼굴을 한 대머리 남자로, 꼬불꼬불한 콧수염이 특징이다. 그의 옷이 거대한 배를 다 덮지 못해 항상 반나체로 묘사된다. 어깨에는 자루를 메고 있는데, 그 안에는 그의 덕을 믿는 이들을 위한 행운이 가득 담겨 있다. 호테이의 특성과 덕목은 만족, 관대함, 행복이다.
중국에서 존경받는 인물로, 항상 포대를 짊어지고 다녔기에 '낡은 자루 승려'이라는 뜻의 '포대화상'(布袋和尚)이라고 불렀다. 선종 승려였으나, 외모와 일부 행동은 계율에 어긋났다. 장난기 많은 사람처럼 보였고 정해진 잠자리도 없었다. 본래 중국 이름은 계차(契此)였으며, 전설에 따르면 917년에 입적했다.
일본인들이 호테이를 믿기 시작한 것은 에도 시대부터다. 일본인들이 이 신을 크게 공경하게 된 것은 한 전설 때문인데, 선종이 일본에 전해지기 전에 수상한 외모의 승려가 대안적 불교 사상을 전파했는데, 그가 실은 미륵의 화신이었다고 한다. 미륵은 부처의 가르침으로 구원받지 못하는 이들의 수호자였으며, 이후 일본인들은 호테이를 제2의 미륵으로 받아들이게 되었다.

### 후쿠로쿠주(때때로 제외됨)
후쿠로쿠주(福禄寿) 신 역시 중국에서 유래했다. 중국 송나라 시대의 은자였다. 지혜, 행운, 장수, 부, 행복의 신이다. 이 신은 여러 특별한 능력이 있다고 여겨지는데, 음식을 먹지 않고도 살 수 있었던 중국의 철학자들 중 한 명이었다고 한다. 더욱이 죽은 자를 부활시킬 수 있는 유일한 신으로 알려져 있다. 후쿠로쿠주는 거의 몸 전체만큼이나 큰 머리가 특징이며, 전통 중국 복장을 하고 있는 모습으로 표현된다. 보통 한 손에는 지팡이를, 다른 손에는 세상의 기록이 담긴 두루마리를 들고 있다. 일본에서 장수를 상징하는 동물인 거북이, 까마귀, 사슴을 동반하는 것이 일반적이다. 또한 장기를 즐겼다고 하여 장기 두는 사람들의 수호신이 되었다. 후쿠로쿠주와 주로진은 모두 중국 도교의 신인 남극선옹(南極仙翁)에서 유래했기 때문에 그 특징이 겹치며, 이로 인해 1783년의 《불상도휘》에서는 후쿠로쿠주의 자리를 기치조텐이 대신하기도 한다.

### 기치조텐(때때로 제외됨)
복신인 기치조텐(吉祥天)은 기쇼텐 또는 기쇼텐녀(吉祥天女)로도 알려져 있으며, 불교를 통해 힌두교의 여신 락슈미가 수용된 것이다. 기치조텐은 미, 행복, 다산의 특성을 지닌다. 1783년판 《불상도휘》에서는 기치조텐이 후쿠로쿠주를 대신하여 칠복신의 하나가 되었다. 기치조텐의 도상은 손에 든 여의보주(如意宝珠)로 다른 복신 여신들과 구별된다. 기치조텐이 후쿠로쿠주를 대신하고 다이코쿠가 여신의 형태로 여겨질 때, 힌두교의 세 여신(트리데비)이 모두 칠복신 안에 표현되게 된다.

## 다카라부네

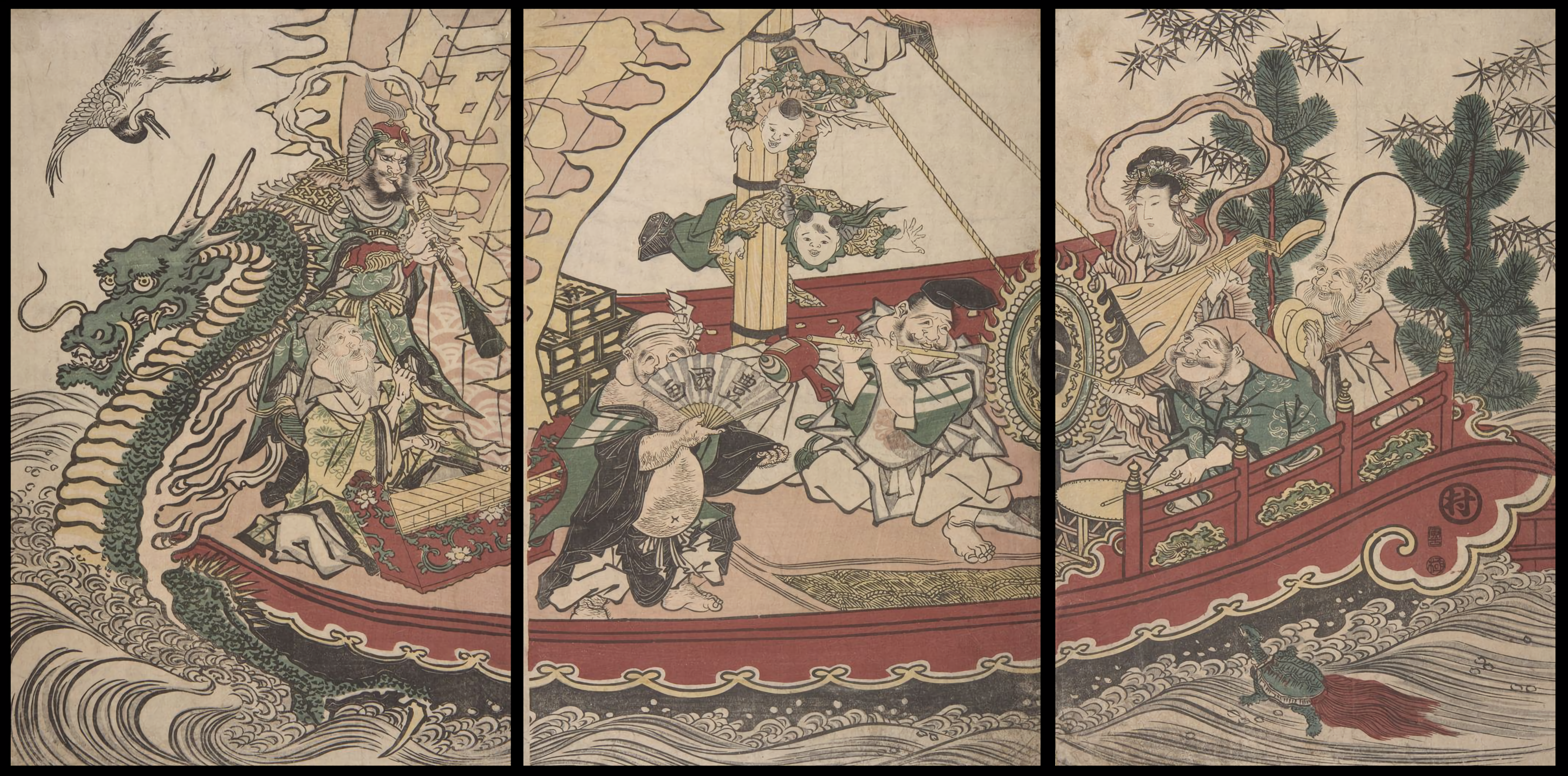
우타가와 도요쿠니가 그린 다카라부네(보물선)를 탄 복신들의 우키요에

새해 첫 사흘 동안 칠복신이 하늘을 통해 다카라부네(보물선)를 조종한다고 전해진다. 이 배의 그림은 전통적인 일본의 새해 축하 행사에서 필수적인 부분을 차지한다. 보물선에 복신을 태운다는 발상은 에도 후기부터 등장했다.

## 칠복신 순례
많은 일본인들이 새해가 되면 칠복신 순례(일본어: 七福神巡り 시치후쿠진메구리[*])를 행한다. 칠복신 순례는 무로마치 시대 후기에 교토에서 시작되었다고 알려졌으며, 에도 후기에 정월 1일에서 7일 사이에 칠복신을 참배하여 한 해의 행복을 기원하는 관습이 정착되었다.
하나의 사찰이나 신사에 칠복신을 함께 모신 경우도 있으나, 대개는 칠복신 각각을 별개의 절이나 신사에 모신다. 일본 전국에는 수많은 칠복신 순례 코스가 있으며, 오늘날에도 계속해서 새로운 코스가 만들어지고 있다. 도쿄의 경우 전체 순례지를 비롯하여 23개 특별구마다 각각의 순례지를 갖고 있다.

## 신사 위치
- 오사카의 이마미야 에비스 신사
- 시코쿠의 난요 간지자이지
- 효고의 니시노미야 신사
- 후쿠오카의 도카 에비스 신사

## 갤러리

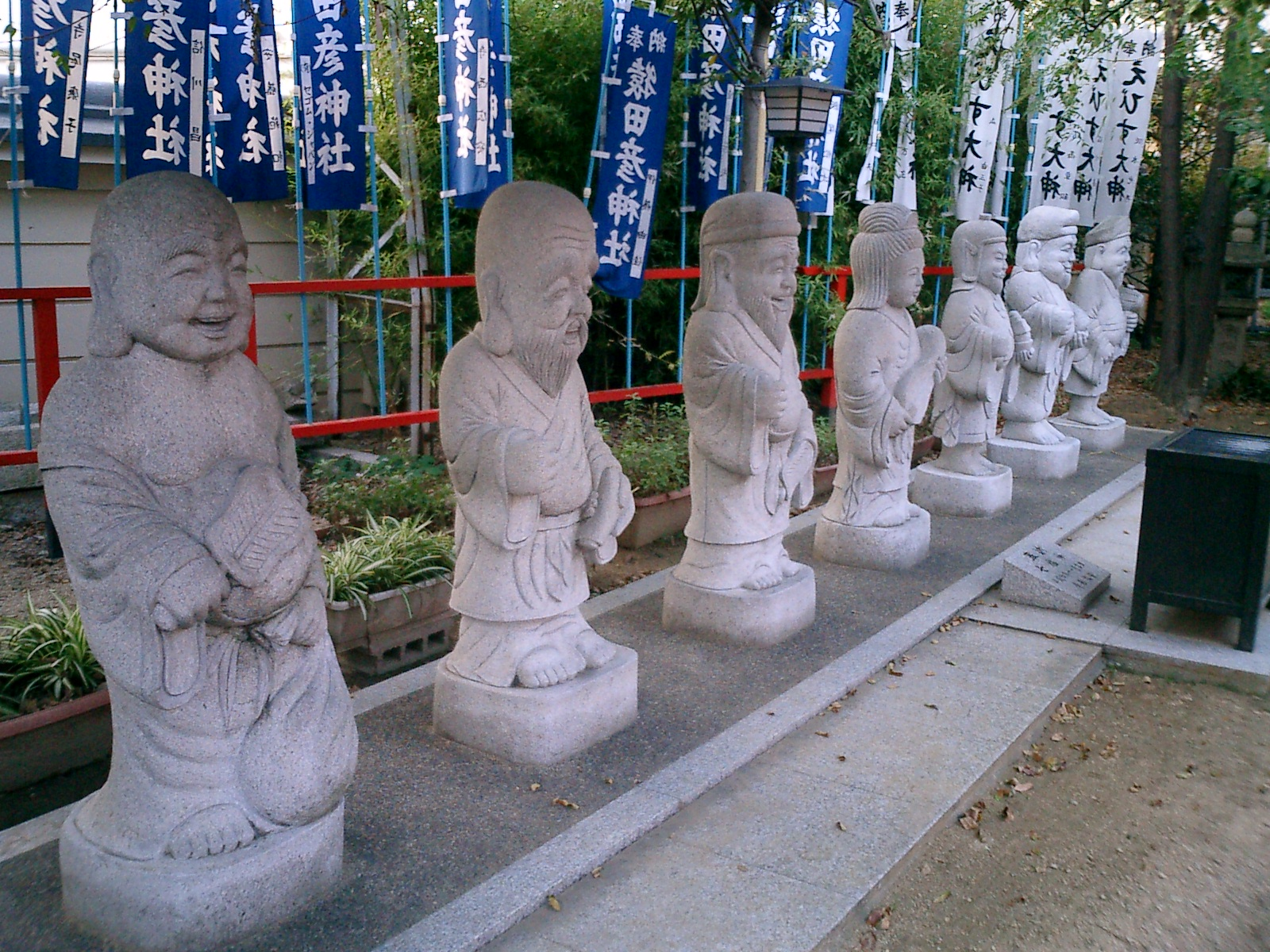
고베시 다루미구 와타쓰미 신사의 칠복신
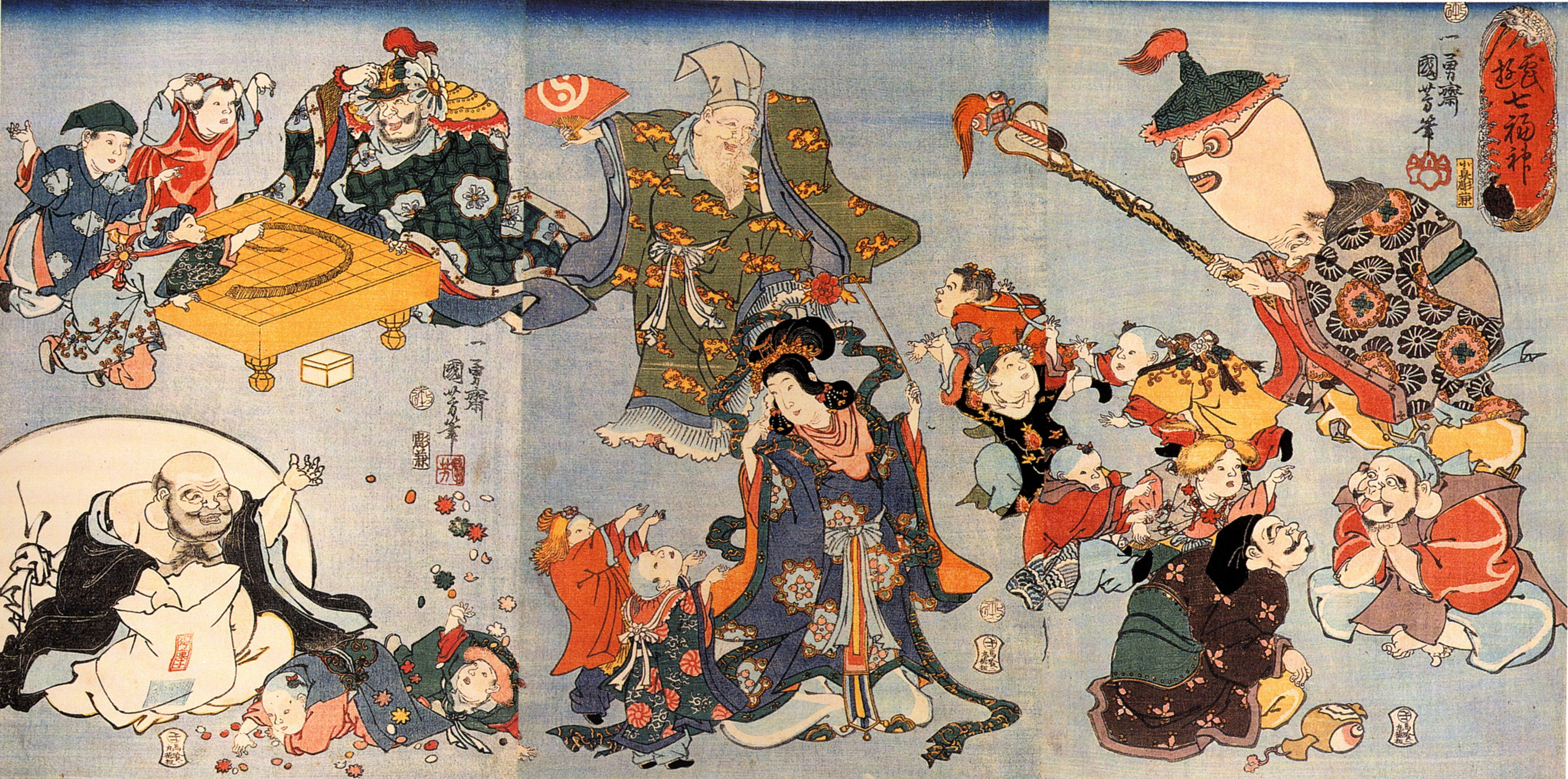
우타가와 구니요시의 목판화에 표현된 칠복신
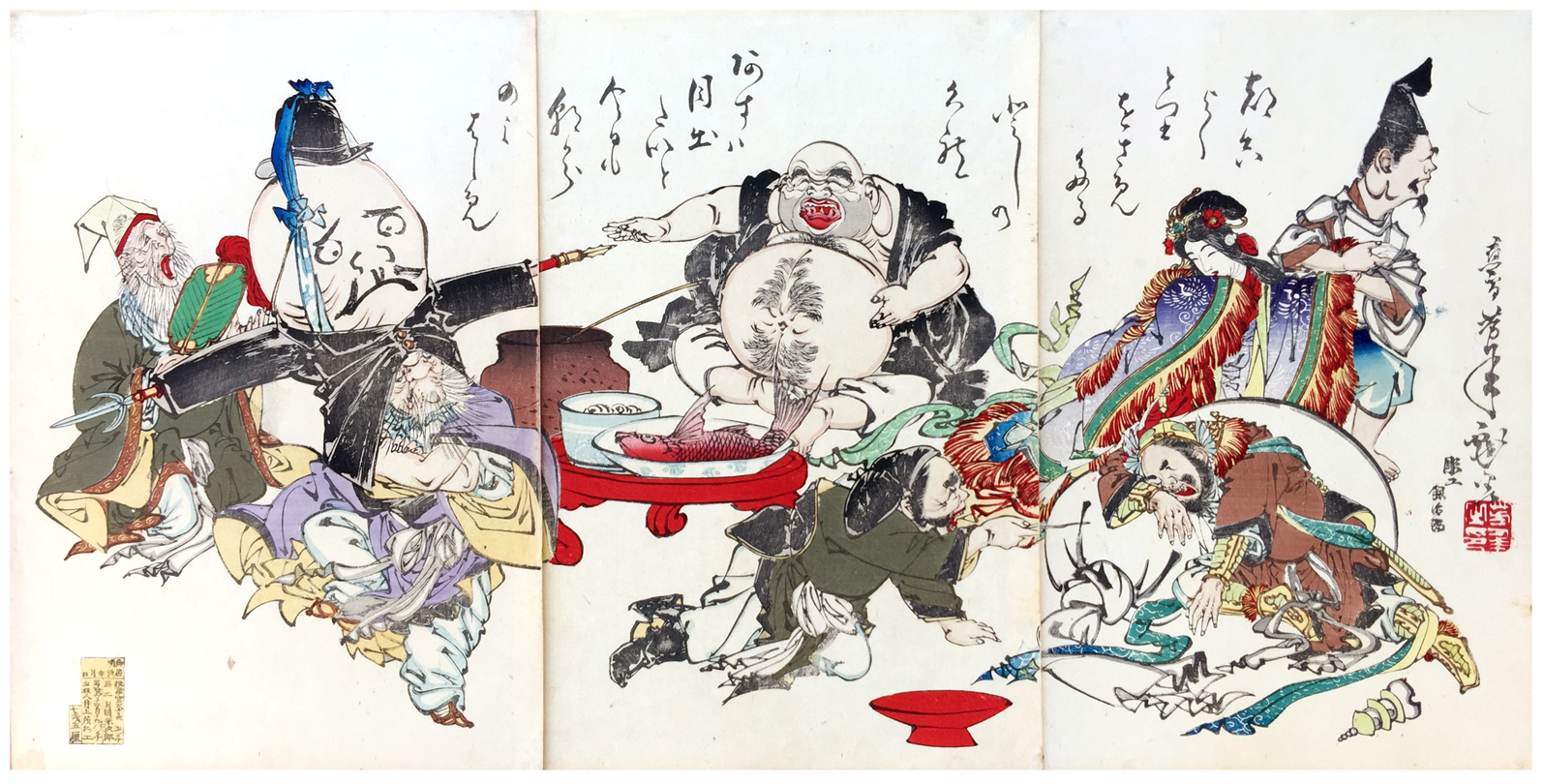
쓰키오카 요시토시가 1882년에 제작한 목판화의 칠복신
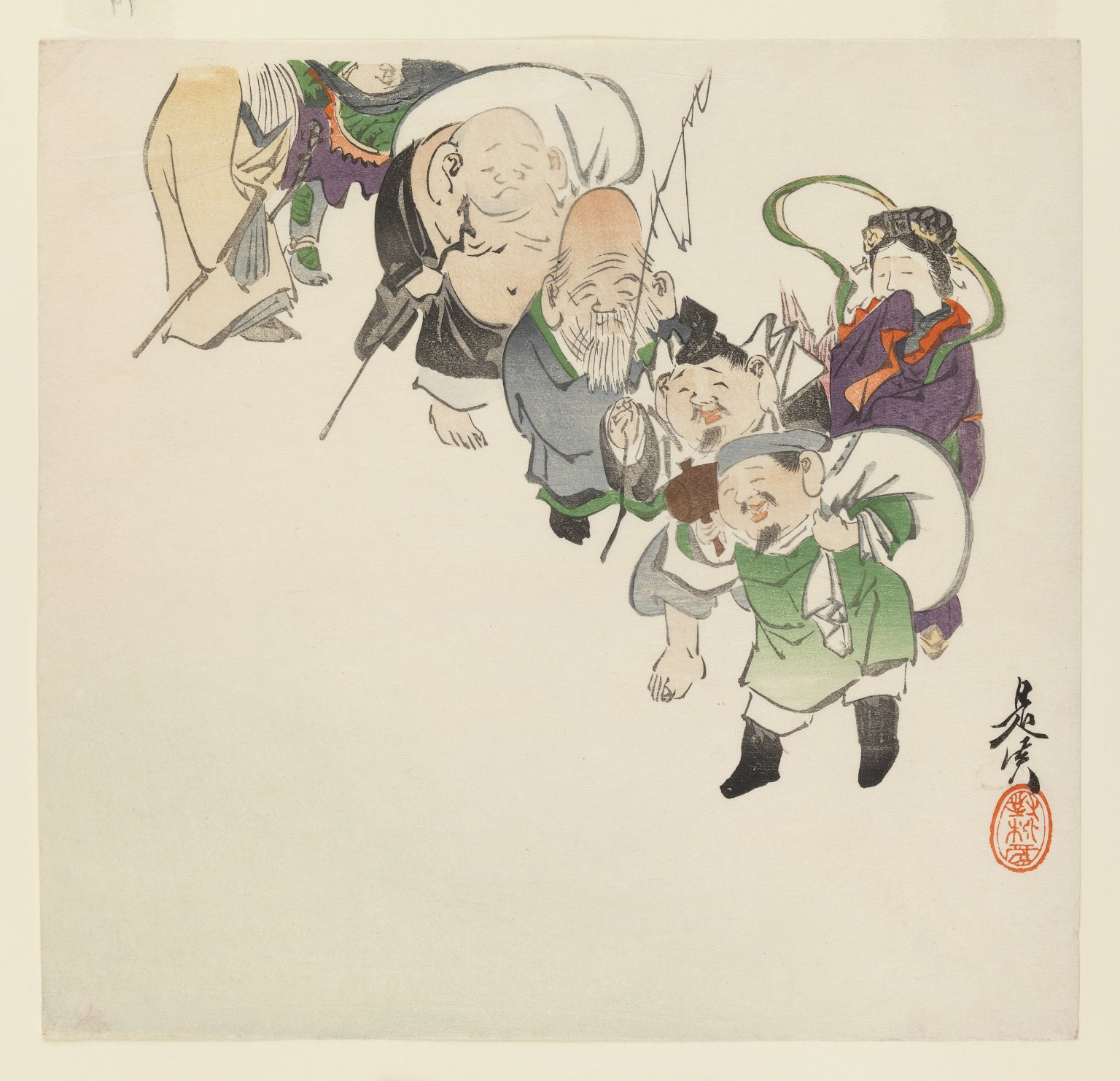
시바타 제신(일본, 1807년~1891년)의 작품 《칠복신》, 1885년경, 브루클린 박물관 소장
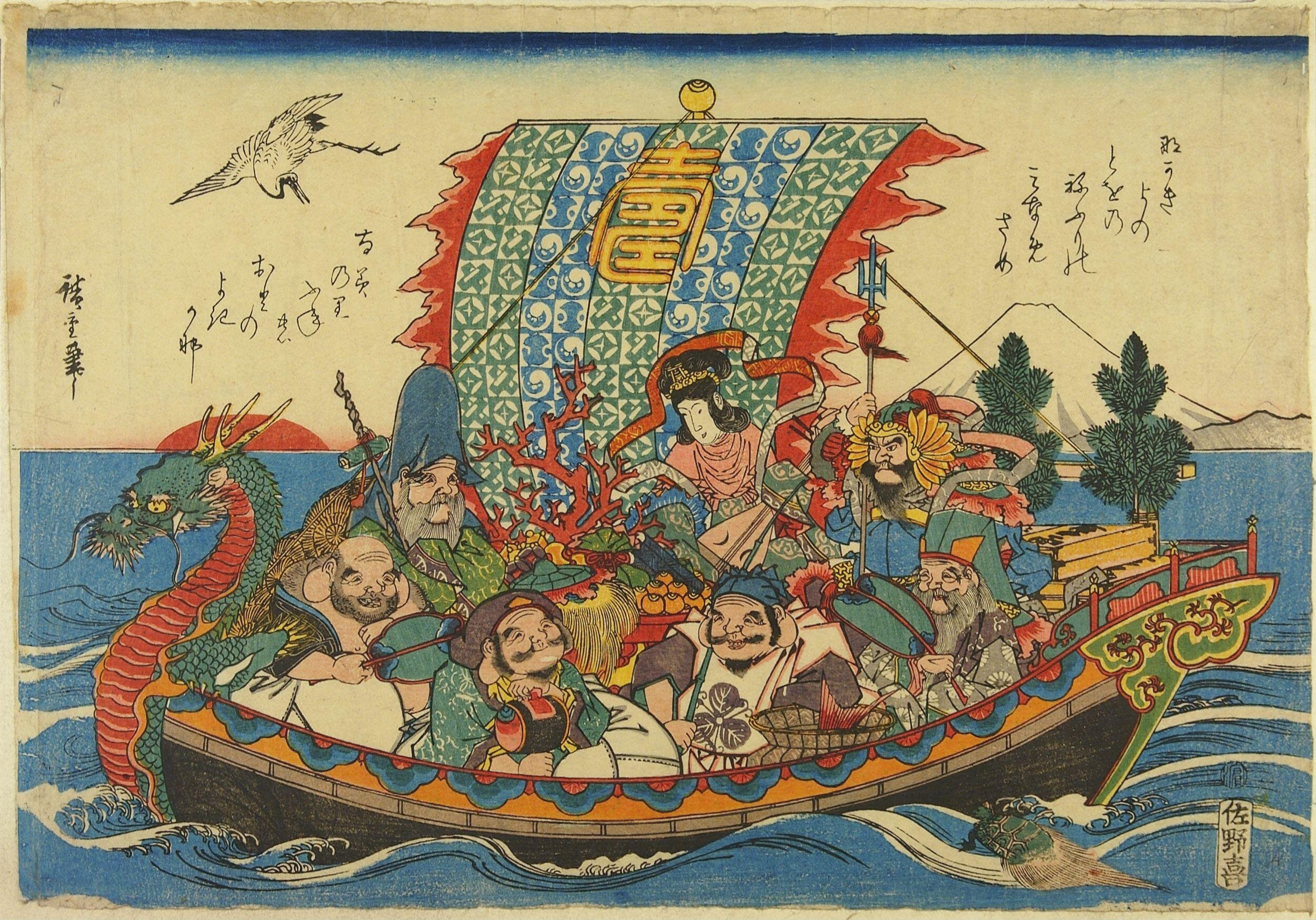
우타가와 히로시게의 채색 목판화 《다카라부네》

## 같이 보기
- 팔선
- 복록수
- 화합이선
- 칠성신

## 참고문헌
- 김성희 (2005년 6월). “日本人の現世的宗敎觀 - 天神과 七福神을 중심으로”. 《비교일본학》 (한양대학교 일본학국제비교연구소).